# 陆士谔
陆士谔（1878年—1944年）。名守先，字云翔，号士谔，别号云间龙、沁梅子等，江苏青浦珠溪镇（今上海市青浦區朱家角鎮）人，清末及民国时期的名医、小说家。他的著作有医书：《医学指南》、《加评温病条辨》等十余本，小说：《清史演义》、《剑侠》系列等百余部，出名的有《新上海》、《血滴子》等，以及構想上海於1951年舉辦萬國博覽會的《新中國》（又名《立憲四十年後之中國》）。

## 生平
陆士谔出生在清朝末年江苏青浦的一个书香世家之中。祖父是贡生，父亲是当地的秀才，伯父是举人。陆士谔幼年时，家道中落，曾经到上海当过典当学徒。后来被辞退回里，跟随醫生唐纯斋学医，但具体时间及经过有争议。
1898年，二十岁的陆士谔再次来到上海，开了一间诊所，独自行医。同年，他与浙江镇海茶叶商人之女李友琴成亲。不久后，他弃行医而改做图书出租，收入尚过得去。同时，他开始研习小说写作，从短篇开始，不断投稿。1906年，他的第一部小说《精禽填海记》发表，当时用的笔名是沁梅子，由愈愚书社刊行。同年8月，又发表短篇《卫生小说》（后来改名为《医界镜》），署名儒林医隐。从此以后，他也开始写作中篇和长篇小说，逐渐成为有名气的小说家。
1924年，陆士谔為躲避戰爭再度來到上海開診所。1925年，診所搬遷到上海公共租界境內。